# ベリンダ (衛星)
ベリンダ (Uranus XIV Belinda) は、天王星の第14衛星である。
ベリンダは、1986年1月13日にボイジャー2号が撮影した画像の中から、ボイジャーの画像解析チームによって発見された。発見は同年1月16日に国際天文学連合のサーキュラーで公表され、S/1986 U 5 という仮符号が与えられた。その後1988年6月8日に、アレクサンダー・ポープの『髪盗人』に登場するヒロインに因んで命名された。また、Uranus XIV という確定番号が与えられた。
ボイジャー2号が撮影した画像の中では、ベリンダは長軸を天王星の方へ向けた細長い物体として写っていた。ベリンダの長軸と短軸の比率は 0.5 ± 0.1 と非常に細長い形状をしていることが分かっている。また、表面は灰色である。
ベリンダは、測光的特徴や軌道要素がよく似たビアンカ、クレシダ、デズデモーナ、ポーシャ、ジュリエット、キューピッド、ロザリンド、ペルディータとともに、ポーシャ群を形成している。